# Gabriel I (patriarcha Serbii)
Św. Gabriel I (data urodzenia nieznana, zmarł ok. 1659) – patriarcha Cerkwi serbskiej, święty Cerkwi prawosławnej. 

## Życiorys
W 1648 został patriarchą serbskim. Podejmował starania o wyzwolenie Serbii spod panowania tureckiego. Nawiązał w tym celu kontakty z Watykanem i Rosją chcąc utworzyć koalicję przeciw Turcji. Prowadził też rozmowy z hetmanem Bohdanem Chmielnickim. Po powrocie do Serbii został zamordowany przez Turków.